# Marek Piotrowski (kickbokser)
Marek Piotrowski (ur. 14 sierpnia 1964 w Dębem Wielkim) – polski kickbokser i bokser, wielokrotny zawodowy mistrz świata w kick-boxingu, posiadacz 1 Dan Karate Kyokushin.

## Kariera amatorska
Swoją karierę sportową rozpoczynał jako bardzo młody adept ju-jitsu, z czasem zainteresował się karate kyokushin. W 1984 r. zdobył w tej dyscyplinie mistrzostwo Polski juniorów.
W 1985 r. powtórzył ten sukces w kategorii seniorów. W karate stoczył 13 oficjalnych pojedynków, wszystkie wygrał. W lipcu 1993 r. stał się posiadaczem czarnego pasa (1 dan) w Kyokushin Karate. Z początkiem 1987 r. rozpoczął uprawiać kick-boxing w formule full contact, mimo że dyscyplina ta była wówczas w Polsce zakazana.
11 października 1987 r. zdobył w Monachium amatorskie mistrzostwo świata w kategorii wagowej do 81 kg. Tego samego roku wygrał również mistrzostwo Polski, a na Węgrzech Puchar Świata, zostając uznanym za najlepszego zawodnika turnieju.

## Kariera zawodowa
W 1988 r. zdecydował się na wyjazd do USA, aby rozpocząć karierę zawodową. W październiku stoczył swoją pierwszą walkę. W Rockford znokautował Boba Handegana w 4. rundzie.
19 sierpnia 1989 r. w swej piątej walce za Oceanem zwyciężył jednogłośnie na punkty dotychczas niepokonanego Ricka „The Jet” Roufusa i zdobył zawodowe mistrzostwo Stanów Zjednoczonych organizacji PKC. Do jego nazwiska przylgnął również ringowy przydomek Punisher.
4 listopada 1989 r. w Chicago pokonał Dona „The Dragon” Wilsona i został zawodowym mistrzem świata organizacji ISKA, PKC i FFKA.
Do 1991 r. stoczył sześć pojedynków, pokonując między innymi Boba „The Thunder” Thurmana oraz renomowanego Marka Longo. Był do tego momentu niepokonanym zawodnikiem na zawodowym ringu, legitymującym się bilansem 29-0-0 (19 KO). 22 czerwca 1991 r., pomimo problemów osobistych, stoczył rewanżowy pojedynek z Rickiem Roufusem, który przegrał w drugiej rundzie przez nokaut. Po tej porażce rozpoczął w lutym karierę w boksie zawodowym, wygrywając pierwszą walkę przed czasem w 4. rundzie. Następnie do 1992 r., chcąc odzyskać utracony tytuł MŚ, stoczył kilka walk w kickboxingu, wszystkie wygrywając.
W lipcu 1992 r. zdobył tytuł mistrza Ameryki Północnej wygrywając z Kanadyjczykiem Conradem Pla.
22 listopada 1992 r. stanął w Paryżu do pojedynku z wielokrotnym mistrzem Holendrem Robem Kamanem (zwanym także „Mr. Low-Kick”; 98 wygranych walk, 78 KO.) w formule low-kick. Przegrał przez TKO w siódmej rundzie po niezwykle dramatycznym boju. Po tej porażce raz jeszcze stanął do walki o utracone tytuły. Przez następne lata szukał szansy na rewanż z Kamanem i Roufusem, ale nigdy jej nie dostał.
22 czerwca 1993 r. pokonał w Montrealu przez TKO Michaela McDonalda. W tym samym roku pokonał Mike’a Winklejohna, zdobywając tytuł mistrz świata ISKA w formule oriental rules (odmiana dopuszczająca low-kick i uderzenia kolanem). W grudniu 1995 r. stoczył swoje ostatnie starcie w kickboxingu. W Krakowie pokonał Włocha Stefano Tomiazzo, zdobywając pas mistrza świata organizacji WKA i unifikując wszystkie światowe tytuły w full-contact. Tym samym stał się posiadaczem wszystkich najważniejszych pasów mistrzowskich: ISKA, KICK, PKC, WAKO-PRO, FFKA, WKA i TBC.
Równolegle ze startami w kickboxingu Piotrowski kontynuował karierę zawodowego boksera, staczając od 1992 do 1996 r. w sumie 21 pojedynków w wadze półciężkiej. Wygrał wszystkie.
Zawodową karierę zakończył 13 grudnia 1996 r. w Hanowerze wygraną walką bokserską. W 1997 r. dostał propozycję walki o zawodowe mistrzostwo świata w boksie organizacji IBF z Reggie Johnsonem, lecz ze względu na kłopoty zdrowotne musiał zrezygnować. W 2002 r. powrócił do Polski.

## Wyróżnienia
W 1987 r. dostał nagrodę „Syrenki” od miesięcznika Sportowiec za największą niespodziankę sportową roku. Był trzykrotnie wybierany do pierwszej dziesiątki najlepszych sportowców w Polsce w plebiscycie Przeglądu Sportowego (1987, 1989, 1990), dwukrotnie zajmując 2 pozycję. Prestiżowy magazyn Fighter, klasyfikując najlepszych kickbokserów lat 80., umieścił Piotrowskiego w wadze do 172 funtów (tj. 78 kg) na drugim miejscu. Dwukrotnie, w latach 1989 i 1994, został uznany przez amerykańskich fachowców kickboxerem roku. Został także wybrany przez amerykańską prasę jednym z dwóch najlepszych fighterów lat 90.
20 listopada 2009 r. został odznaczony przez Prezydenta RP Lecha Kaczyńskiego Krzyżem Kawalerskim Orderu Odrodzenia Polski za swoje osiągnięcia sportowe i pracę społeczną.

## Nawiązania w mediach
W 1991 r. Aleksander Bilik wydał książkę Kickbokser, opisującą karierę Piotrowskiego do roku 1990. W 2005 r. telewizja TVN24 nakręciła reportaż o Marku Piotrowskim zatytułowany „Wojownik”. W 2005 r. powstał o nim komiks pt. Kickbokser (zamieszczony w dodatku do Gazety Wyborczej). W 2007 r. powstał pełnometrażowy film dokumentalny Wojownik reżyserowany przez Jacka Bławuta, a wyprodukowany przez stację telewizyjną HBO, opisujący karierę Marka Piotrowskiego. Zdobył on główną nagrodę na festiwalu filmów dokumentalnych w Chinach „Guangzhou International Documentary Film Festival”.
W 2009 r. Piotrowski zagrał jedną z ról w filmie Marcina Wrony Moja krew

## Oficjalny bilans walk
- 42-2 (27 k.o.) – kick-boxing,
- 21-0 (11 k.o.) – boks,
- 13-0 – karate kyokushin.

## Historia walk w kick-boxingu
| Walka | Data             | Rywal                | Miejsce             | Wynik                     | Zdobyty tytuł mistrzowski                            |
| ----- | ---------------- | -------------------- | ------------------- | ------------------------- | ---------------------------------------------------- |
| 01    |                  | Tomasz Pisowodzki    | Warszawa            | Zwycięstwo                |                                                      |
| 02    |                  | Cezary Nazar         | Warszawa            | Zwycięstwo                |                                                      |
| 03    |                  |                      | Kraków              | Zwycięstwo                |                                                      |
| 04    |                  | Andrzej First        | Kraków              | Zwycięstwo                |                                                      |
| 05    | Październik 1987 | Gűnter Singer        | Monachium           | Zwycięstwo                |                                                      |
| 06    | Październik 1987 | Rudy Smedley         | Monachium           | Zwycięstwo                |                                                      |
| 07    | Październik 1987 | Karaites             | Monachium           | Zwycięstwo                |                                                      |
| 08    | Październik 1987 | Károly Halász        | Monachium           | Zwycięstwo                | Amatorskie Mistrzostwo świata WAKO (full-contact)    |
| 09    | Grudzień 1987    | Pascal Bitafol       | Budapeszt           | Zwycięstwo                |                                                      |
| 10    | Grudzień 1987    | Stefn Lyung          | Budapeszt           | Zwycięstwo                |                                                      |
| 11    | Grudzień 1987    | Lajos Hugyetz        | Budapeszt           | Zwycięstwo                | Puchar świata (full-contact)                         |
| 12    | Grudzień 1987    | Andrzej First        | Kraków              | Zwycięstwo                |                                                      |
| 13    | Kwiecień 1988    |                      | Komló               | Zwycięstwo                |                                                      |
| 14    | Kwiecień 1988    | Zoltán Németh        | Komló               | Zwycięstwo                |                                                      |
| 15    | Maj 1988         | Zoran Tariba         | Kolonia             | KO – 2 Runda              |                                                      |
| 16    | Czerwiec 1988    | Zoltán Németh        | Warszawa            | KO – 1 Runda              |                                                      |
| 17    | Czerwiec 1988    | Józef Warchoł        | Koszalin            | Zwycięstwo Dec – 5 Runda  |                                                      |
| 18    | Październik 1988 | Bob Handegan         | Rockford            | KO – 5 Runda              |                                                      |
| 19    | Grudzień 1988    | Neil Singelton       | Chicago             | TKO – 4 Runda             |                                                      |
| 20    | Marzec 1989      | Lowell Nash          | Chicago             | TKO – 6 Runda             |                                                      |
| 21    | Czerwiec 1989    | Larry Mc Fadden      | Chicago             | Zwycięstwo Dec – 10 Runda |                                                      |
| 22    | Sierpień 1989    | Rick Roufus          | Chicago             | Zwycięstwo Dec – 10 Runda | Mistrz USA według PKC (full-contact)                 |
| 23    | Listopad 1989    | Don „Dragon"Wilson   | Chicago             | Zwycięstwo Dec – 12 Runda | Mistrz świata według ISKA, PKC i FFKA (full-contact) |
| 24    | Kwiecień 1990    | Bob Thurman          | Hollywood           | KO – 7 Runda              | Mistrz interkontynentalny według KICK (full-contact) |
| 25    | Maj 1990         | Jim Maurina          | Chicago             | KO – 4 Runda              |                                                      |
| 26    | Lipiec 1990      | Tommy Richardson     | Las Vegas           | KO – 4 Runda              |                                                      |
| 27    | Sierpień 1990    | Mark Longo           | Lake Tahoe          | Zwycięstwo Dec – 12 Runda | Mistrz świata według KICK (full-contact)             |
| 28    | Październik 1990 | Andy Brewer          | Chicago             | KO – 4 Runda              |                                                      |
| 29    | Marzec 1991      | Robert Tooley        | Chicago             | KO – 4 Runda              |                                                      |
| 30    | Czerwiec 1991    | Rick Roufus          | Chicago             | Porażka KO – 2 Runda      |                                                      |
| 31    | 1992             | Derrell Banks        | Chicago             | KO – 4 Runda              |                                                      |
| 32    | Maj 1992         | John Cronk           | Detroit             | KO – 4 Runda              |                                                      |
| 33    | Lipiec 1992      | Conrad Pla           | Chicago             | Zwycięstwo Dec – 10 Runda | Mistrz Ameryki Płn. według ISKA (full-contact)       |
| 34    | Wrzesień 1992    | Siergiej Parkomienko | Las Vegas           | KO – 3 Runda              |                                                      |
| 35    | Listopad 1992    | Rob Kaman            | Paryż               | Porażka KO – 7 Runda      |                                                      |
| 36    | Kwiecień 1993    | Troy Hughes          | Chicago             | Zwycięstwo Dec 7 runda    |                                                      |
| 37    | Czerwiec 1993    | Michael McDonald     | Montreal            | Zwycięstwo TKO – 11 Runda | Mistrz świata według WAKO-PRO i PKC (full-contact)   |
| 38    | Listopad 1993    | Mike Winklejohn      | Chicago             | Zwycięstwo Dec – 8 Runda  | Mistrz świata według ISKA (oriental rules)           |
| 39    | Luty 1994        | Roy Mc Cown          | Chicago             | KO – 6 Runda              | Mistrz świata według TBC (full-contact)              |
| 40    | 1994             | Gary Jones           | Katowice            | KO – 3 Runda              |                                                      |
| 41    | Kwiecień 1994    | Javier Mendez        | San Jose            | Zwycięstwo Dec – 12 Runda | Mistrz świata według ISKA (full-contact)             |
| 42    | Lipiec 1994      | Cecil Simes          | Chicago             | KO – 4 Runda              |                                                      |
| 43    | Maj 1995         | William Thompson     | Clearwater, Floryda | KO – 2 Runda              |                                                      |
| 44    | Grudzień 1995    | Steffano Tomiazzo    | Kraków              | Zwycięstwo Dec – 12 Runda | Mistrz świata według WKA (full-contact)              |